# Управління з охорони праці OSHA

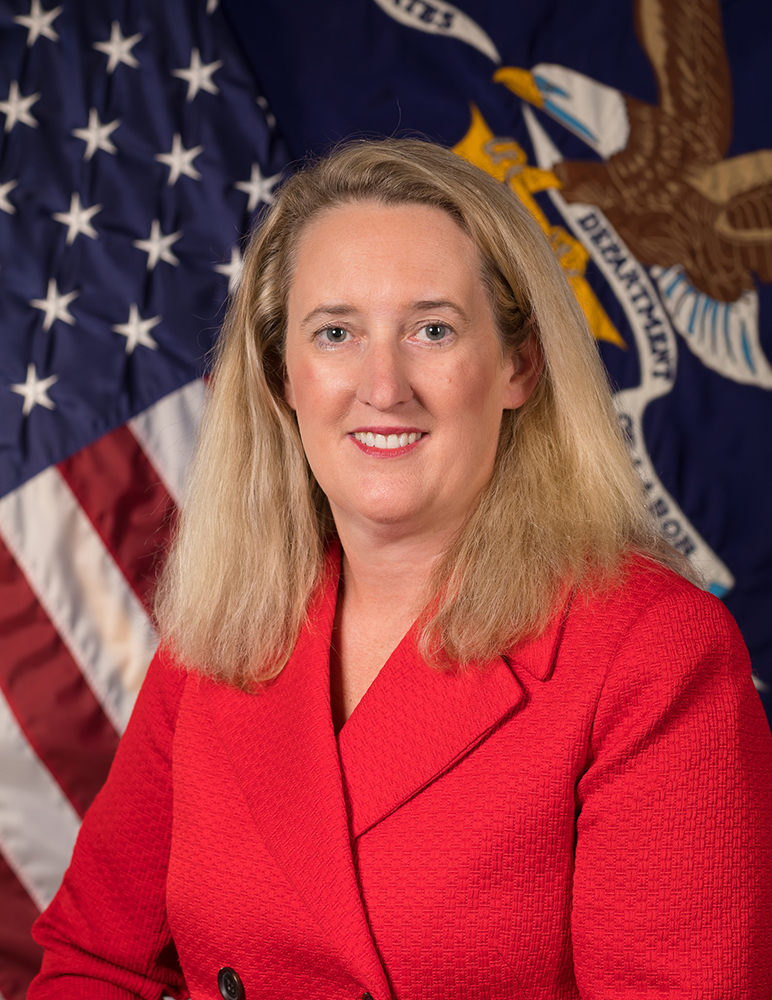
Лорен Світ, керівник Управління з охорони праці

Управління з охорони праці (англ. Occupational Safety and Health Administration, OSHA) — управління у Міністерстві праці США, яке займається питаннями охорони праці та профілактики профзахворювань. Ця організація заснована Конгресом відповідно до Закону про охорону праці (Occupational Safety and Health Act), підписаного президентом Річардом Ніксоном 29 грудня 1970 року. Перед Управлінням поставлено завдання — забезпечити безпечні і здорові умови праці для жінок та чоловіків за рахунок розроблення стандартів в галузі охорони праці та техніки безпеки і забезпечити їх виконання (у тому числі — проводити перевірки, накладати штрафи тощо), а також проводити навчання і тренування і надавати допомогу.. Управління також відповідає за розробку різних законодавчих актів. З 2017 року управління очолює Лорен Світ, (попередник - Давид Міхаелс Dr. David Michaels).

## Історія
Офіційно Управління було створено 28 квітня 1971 р., коли Закон про охорону праці набув чинності.. Першим директором Управління був Джордж Ґенті (George Guenther).
У 1972 р. розпочав роботу навчальний інститут Управління, який проводить навчання державних і недержавних спеціалістів з охорони праці та промислової гігієни. У 1978 р. Управління почало впроваджувати програму грантів, яка зараз називається «Програма навчальних грантів Сюзанни Харвуд» (Susan Harwood Training Grant Program), призначену для навчання робітниць/-ків і роботодавців зменшення впливу шкідливих і небезпечних виробничих факторів. У 1982 р. почалося виконання програми добровільного захисту, що дозволяє роботодавцю використовувати «змодельовані робочі місця», якщо вони хочуть отримати певну «категорію» (у разі відповідності вимогам).
У 2013 р. в Управлінні працювало 2 305 осіб, а річний бюджет організації на 2012 р. становив 565 млн доларів. Штаб-квартира Управління розташована у Вашингтоні.

## Стандарти з охорони праці і техніки безпеки
Закон про охорону праці Управління дозволяє розробляти стандарти по охороні праці і техніці безпеки, обов'язкові для виконання роботодавцем. Ці стандарти включають ГДК (Permissible Exposure Limit, PEL) хімічних речовин, доступ найманих робітниць/-ків до інформації про охорону праці, вимоги до заходів по використанню засобів індивідуального захисту та заходи із дотримання безпеки. Управління розробило і контролює виконання роботодавцем стандарту щодо вибору та організації застосування ЗІЗОД (див. нижче).
У перший рік роботи Управління дозволяли використовувати документи, аналогічні стандартам з охорони праці та техніки безпеки, розроблені іншими органами раніше (наприклад, Асоціацією Американських Державних Промислових Гігієністів — American Conference of Governmental Industrial Hygienists, ACGIH) без проходження всіх процедур, що стосуються розробки нових законів.
У 2000 р. Управління розробило стандарт з ергономіки. У березні 2001 р. контрольований республіканською партією Конгрес проголосував за скасування стандарту. Це єдиний випадок, коли Конгрес використовував закон (Congressional Review Act) для перешкоджання введення законодавчого акта.
Між 2001 р. і 2011 р. Управління випустило чотири нових стандарту з охорони праці. За цей період воно розробило менше законодавчих актів в галузі охорони праці і техніки безпеки, ніж за будь-яке десятиліття своєї роботи раніше.

## Виконання вимог
Управління відповідає за виконання стандартів з охороні праці й техніки безпеки. Управління надсилає інспекторів з охорони праці на робочі місця, де вони проводять перевірки і визначають суми штрафів за порушення. Проводяться планові інспекції найбільш небезпечних і шкідливих робочих місць в особливо шкідливих галузях. Такі ж інспекції можуть проводитися при надходженні скарг робітниць/-ків і в інших галузях.
У віданні Управління знаходиться близько 7 млн робочих місць, і, згідно зі звітом AFL-CIO, щоб перевірити їх усі, потрібно 129 років

### Винятки
Деякі робочі місця не стосуються сфери діяльності Управління, оскільки не охоплюються Законом про охорону праці від 1970 р., або за них відповідають інші організації, або ж ці винятки пов'язані з дією відповідних нормативних документів, випущених Міністерством праці. Сюди входять:
- Робітниці/-ки, зайняті надземної і підземної видобуванням корисних копалин (ними займається інша організація — Управління з безпеки та охорони праці у гірничій промисловості (MSHA),
- Індивідуальні підприємці[7],
- Робочі недержавних підприємств, планами охоплюються штатів. Поштові службовці США охоплюються Законом про безпеку поштових службовців (Postal Employees Safety Enhancement Act)[8]
- Надомні працівники[9],
- Екіпажі літальних апаратів (ними займається Federal Aviation Administration[10]),
- Сільськогосподарські робітниці/-ки — члени сім'ї; ферми, де працює менше 10 осіб без проживання мігрантів[11].

Крім того, підприємства, які беруть участь у добровільних програмах захисту (Voluntary Protection Programs), не охоплюються плановими перевірками, але вони перевіряються при нещасних випадках і скаргах.

### Закони, що захищають тих, хто повідомляє про порушення роботодавця
Крім забезпечення виконання вимог нормативних документів з охорони праці та техніки безпеки, розроблених відповідно до Закону про охорону праці, Управління також відповідає за виконання вимог законів, які захищають людей, які повідомляють про порушення, допущені роботодавцем (Whistleblower laws) в 21 штаті. Конгрес поклав на Управління відповідальність за виконання цих законів — незалежно від того, чи мають вони стосунок до охорони праці. Відтак Конгрес доручив Управлінню забезпечити виконання вимог такого законодавства у відповідності із законом (Dodd-Frank Wall Street Reform and Consumer Protection Act).

## Плани штатів
Згідно з Законом про охорону праці, штати і території можуть використовувати плани з охороні праці та техніки безпеки, отримали схвалення на федеральному рівні. Ці плани замінюють федеральні і частково фінансуються федеральним урядом. Вони повинні бути принаймні так само ефективні щодо захисту робітниць/-ків, як і плани Управління. Вони також повинні охоплювати працівників бюджетної сфери (федеральне Управління їх не охоплює). У 22 штатах є такі плани з охорони праці і техніки безпеки, а у 5 адміністративних одиницях (Коннектикут, Нью-Йорк (штат), Нью-Джерсі, Іллінойс і Віргінські острови) є плани з охороні праці, які охоплюють тільки працівниць і працівників бюджетної сфери, і не охоплюють людей, на яких поширюється юрисдикція федерального Управління в приватному секторі.

## Полеміка
Щодо нормативних документів Управління і політики в області їх виконання було багато дискусій, особливо — щодо витрат на виконання та реальної віддачі щодо зниження числа профзахворювань, інвалідностей і нещасних випадків. Вивчення декількох стандартів Управління в 1995 р., що проводилося Office of Technology Assessment  показало, що і промисловість, і Управління зазвичай завищують витрати на виконання стандартів з охорони праці і техніки безпеки.
Управління зазвичай критикують за неефективність штрафних санкцій, особливо щодо штрафів за кримінальні порушення.
Максимальний штраф співмірний зі штрафом за дрібне правопорушення, за яке дають не більше 6 місяців тюремного ув'язнення. Реагуючи на критику, Управління разом із Міністерством юстиції США провели ряд серйозних розслідувань правопорушень закону про охорону праці і оголосило про спільну з Агентством по охороні навколишнього середовища (United States Environmental Protection Agency, EPA) ініціативи щодо забезпечення виконання вимог (оскільки в Агентства є право штрафувати на великі суми). Тим часом демократи в Конгресі, профспілки і адвокати, що працюють в області охорони праці і техніки безпеки) намагаються переглянути Закон про охорону праці, щоб він став кримінальним, що значно збільшить штрафи за грубі порушення, що спричинили смерть робітниць/-ків. Деякі місцеві обвинувачі звинувачували посадових осіб компаній у вбивстві та інших кримінальних злочинах, коли злочинна недбалість призводила до смерті робітниць/-ків.
Більш ніж за 30 років свого існування Управління домоглося лише 12 кримінальних звинувачень.
Управління звинувачують в тому, що воно не стільки реально забезпечує безпеку, скільки проводить багато перевірок.
Протягом 1979–2013 рр. інспектори Управління зробили приблизно півтора мільйона вимірів забруднення повітря на робочих місцях, з них 78,6% — з допомогою індивідуальних пробовідбірників.
Промислові асоціації та профспілки (разом) звернулися до суду, щоб змусити Управління розробити стандарт з охорони праці при роботі з шестивалентним хромом (викликає ракові захворювання) та інші нові стандарти. Також Управління критикували за те, що розробка нових стандартів займає десятиріччя. З конкретних питань, наприклад, вибухів горючого пилу, згадують Управління:

Каролін Меріт була призначена президентом Бушем у комісію з хімічної безпеки. Коли її запитали про те, який у неї особистий досвід щодо нормативних документів з хімічної безпеки (за час роботи в адміністрації Буша), вона сказала, що головним розчаруванням було ставлення (розробників) до відсутності нових стандартів — (вони) не хотіли дратувати промисловості, а в деяких випадках промисловість повинна була домагатися розробки стандартів (щоб виконувати вимоги охорони праці — прим. при перекладі).

### Класифікація формальдегіду як канцерогену
У 1981 р. група фахівців в Управлінні вирішила, що недостатньо свідчень для того, щоб вважати формальдегід канцерогеном. Раніше Управління відносило формальдегід до канцерогенним речовинам.
Пітер Інфант (Dr. Peter Infante), керівник відділу Управління, який відповідав за виявлення канцерогенних речовин, критикував це рішення керівництва у листі до Міжнародне агентство з дослідження раку. Після лобіювання групами промисловості, пов'язаними з використанням формальдегіду, керівники Управління звинуватили Пітера Інфанта в порушенні субординації і запропонували його звільнити. Пропозиція зі звільнення призвела до кількох слухань у конгресі. Через свій лист Інфант ледь не втратив роботу остаточно.

### Захист інспекторів Управління відберилію
Берилій — токсичний метал, який може викликати отруєння, імунну сенсибілізацію, хронічні захворювання та рак у деяких людей при низькій концентрації. У 2002 р. керівництво Управління проголосувала проти пропозиції перевірити інспекторів Управління на наявність ознак сенсибілізації.
Адам Фінкель (Dr. Adam Finkel) був у той час начальником відділу, який відповідав за розробку стандартів по охороні праці і техніці безпеки, і він заперечив проти рішення не проводити перевірки. Після того, як Фінкель оприлюднив свою думку в комерційному виданні, його понизили в посаді. Він отримав місце в Управлінні після порушення справи щодо санкцій проти інформаторів, які інформували про порушення.
У 2004 р. Управління перевірило частину своїх співробітниць/-ків щодо берилієвої сенсибілізації, і виявилося, що у 3,7% результат був позитивний.

## Вимоги до вибору та організації застосуванняреспіраторів
На підставі результатів наукових досліджень, проведених Національним інститутом охорони праці (NIOSH), іншими організаціями та дослідниками, Управління розробило законодавчий акт у галузі охорони праці (стандарт), обов'язковий для виконання роботодавцем — 29 Code of Federal Register 1910.134 Respiratory Protection. Цей документ однозначно визначає і порядок вибору адекватних ЗІЗОД, і організацію їх застосування — так, щоб гарантувати збереження здоров'я людей, що працюють в забрудненій атмосфері. Для контролю за виконанням вимог цього стандарту була розроблена інструкція для інспекторів з охорони праці (тих, що працюють в Управлінні), яка однозначно визначає, що перевіряти, як перевіряти, і докладно розписує, як оформлювати документи для подавання позовів у суд для стягнення штрафів з роботодавця при виявленні порушень.
За даними середня сума штрафу за порушення у сфері організації респіраторної захисту медпрацівниць/-ків від туберкульозу та інших повітряних забруднень в госпіталях була найбільшою (серед штрафів за інші порушення), і склала (в середньому) 2 236 доларів.